# 레스터 저머
레스터 핼버트 저머 (Lester Halbert Germer, 1896년 10월 10일 – 1971년 10월 3일)는 미국의 물리학자이다. 클린턴 데이비슨과 함께 데이비슨-저머 실험에서 물질의 파동-입자 이중성을 증명했는데, 이는 전자 현미경 개발에 중요한 역할을 했다. 이러한 연구는 루이 드브로이의 이론적 작업을 뒷받침했다. 그는 또한 열전자학, 금속의 침식 및 접촉 물리학을 연구했다. 1931년 엘리엇 크레송 메달을 받았다.
제1차 세계 대전 당시 전투기 조종사였던 그는 이후 뉴저지의 벨 연구소에서 근무했다.
1945년(49세)에 저머는 암벽 등반가로서 부업을 시작했다. 그는 미국 북동부 지역, 특히 뉴욕주의 샤완겅크 능선(Shawangunk Ridge)를 광범위하게 등반했다. 애팔래치아 마운틴 클럽이 그 당시 이 지역에서 지배적이었으며 암벽 등반을 엄격히 규제했지만 그는 클럽과 관련이 없었고 AMC의 수장이었던 지역 최고의 등반가 한스 크라우스(Hans Kraus) 와 갈등을 겪었다. 안전위원회. 그는 "사람을 너무 좋아하고 너무 열정적이다"라는 말로 등반 인증을 거절당한 적도 있다. 그는 관대하고 친절한 것으로 유명했다. 그는 한때 "1인 등반 학교"라고 불렸다.
1971년, 75세 생일을 일주일 앞둔 때에 샤완겅크 능선( Eyebrow, 5.6 )에서 암벽 등반을 리드 클라이밍 동안에 극심한 심장마비로 사망했다. 그 순간까지 암벽 등반에서 26년 동안 완벽한 안전 기록을 가지고 있었으며 리더 폴(leader fall)을 취한 적도 없었다.